# Bernard d'Elbène
Pour les articles homonymes, voir Bernard VIII et Elbène.
Bernard d'Elbène (ou Bernard del Bene ou Bernard VIII del Bene), (né à Florence vers 1509 et mort à Arles le 28 mars 1569), est un prélat catholique florentin du XVIe siècle. Il fut évêque de Lodève et de Nîmes 

## Biographie
Bernard d'Elbène est le fils de Pierre, seigneur de Monteloni et de Sainte-Maure en Toscane, et de Bartolomea Corsini.Il est docteur-ès-lois et passe en France à la suite de la reine Catherine de Médicis, qui le fait nommer archidiacre d'Auch. Bernard d'Elbène est nommé évêque de  Lodève par Henri II en 1559 et est évêque de 1558 à 1560. Il est transféré à Nîmes en 1560 par François II. Bernard d'Elbène assiste au concile de Trente. Il revient en France après le concile, mais ne peut plus reprendre possession de son église à cause des troubles à Nîmes causés par les calvinistes. Il assiste aux états généraux de Languedoc en 1566 et revient à Nîmes en 1567. D'Elbène survit au massacre de Saint-Michel à Nîmes (la Michelade) en 1567 et se réfugie à Arles